# Koschell & Conradi
Koschell & Conradi var ett betydande handelshus i Stockholm på 1700-talet grundat av Georg Henrik Conradi, köpman i Stockholm, och den från Tyskland inflyttade Johan Gabriel Koschell (född i Sternberg i Mecklenburg troligen 1707, erhöll burskap 1738).
1746 köpte Koschell & Conradi Fritz-Renats manufaktur, ett av de mest betydande sidenväverierna i Stockholm på 1700-talet, grundat av advokatfiskalen Jonas Fritz, och som 1737–49 drevs av hans änka Elisabeth Fritz. Företaget sysselsatte 65 vävare vid 24 i Fritziska vävargården vid Surbrunnsgatan. Företaget köptes 1746 av Koschell & Conradi och drevs av Abraham Westman till 1790 och hans änka Anna Maria Westman till 1801: när sonen Peter Gustaf Westman tog över hade dock företaget knappt 18 anställda kvar.